# Belmont (Haute-Saône)
Belmont ist eine französische Gemeinde mit 141 Einwohnern (Stand: 1. Januar 2022) im Département Haute-Saône in der Region Bourgogne-Franche-Comté.

## Geographie
Belmont liegt auf einer Höhe von 376 m über dem Meeresspiegel, zehn Kilometer ostsüdöstlich von Luxeuil-les-Bains und etwa 32 Kilometer nordöstlich der Stadt Vesoul (Luftlinie). Das Dorf erstreckt sich im nordöstlichen Teil des Departements, in den südwestlichen Ausläufern der Vogesen, auf dem Plateau des Mille Étangs.
Die Fläche des 4,50 km² großen Gemeindegebiets umfasst einen Abschnitt der Plateaulandschaft am Südwestrand der Vogesen. Das Gebiet wird von einer Hochfläche eingenommen, die zum Plateau des Mille Étangs gehört. Das teils aus kristallinem Grundgestein, teils aus Buntsandstein der unteren Trias bestehende Plateau wurde während der Eiszeiten von Gletschern überformt. Die Landschaft ist deshalb in Kuppen und Mulden untergliedert. Sie zeigt ein lockeres Gefüge von Weideland und Wald, Heidelandschaften und Mooren. In Muldenlagen befinden sich oft kleine Seen, die überwiegend natürlichen Ursprungs sind und während der Eiszeit durch Gletscherschliff entstanden. Einige Weiher wurden von den Mönchen seit dem 11. Jahrhundert zur Fischzucht angelegt oder höher gestaut. Die größten Weiher auf dem Gemeindeboden sind der Étang Pierre Masson, der Étang des Longues Noyes und der Étang Grosdot. Entwässert wird das Gebiet durch die Lanterne, welche mit ihrer rund 500 m breiten Talaue die östliche Grenze markiert. Mit 417 m wird auf einer Kuppe ganz im Norden die höchste Erhebung von Belmont erreicht. Nach Süden erstreckt sich das Gemeindeareal bis in das Waldgebiet des Bois de la Branle. Das gesamte Gemeindegebiet gehört zum Regionalen Naturpark Ballons des Vosges.
Zu Belmont gehören der Weiler Les Voies de la Branle (368 m) und einige Gehöfte. Nachbargemeinden von Belmont sind La Corbière und Les Fessey im Norden, La Lanterne-et-les-Armonts im Osten, Lantenot und Rignovelle im Süden sowie Magnivray im Westen.

## Geschichte
Erstmals urkundlich erwähnt wird Belmont im Jahr 1228. Im Mittelalter gehörte das Dorf zur Freigrafschaft Burgund und darin zum Gebiet des Bailliage d’Amont. Die lokale Herrschaft hatten die Herren von Faucogney inne. Zusammen mit der Franche-Comté gelangte der Ort mit dem Frieden von Nimwegen 1678 definitiv an Frankreich. Heute ist Belmont Mitglied des Gemeindeverbandes Communauté de communes des 1000 étangs.

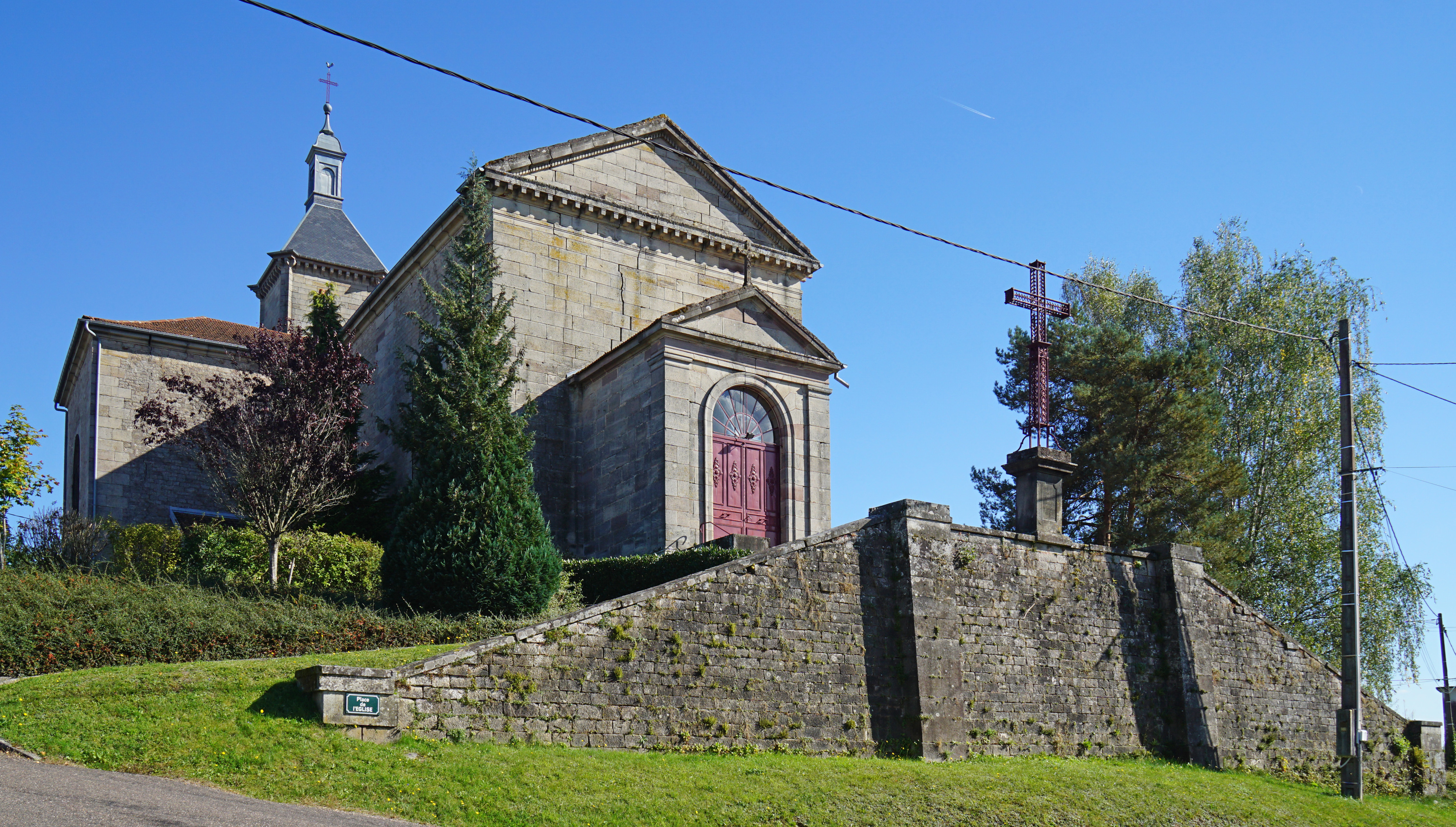
Kirche Mariä Himmelfahrt

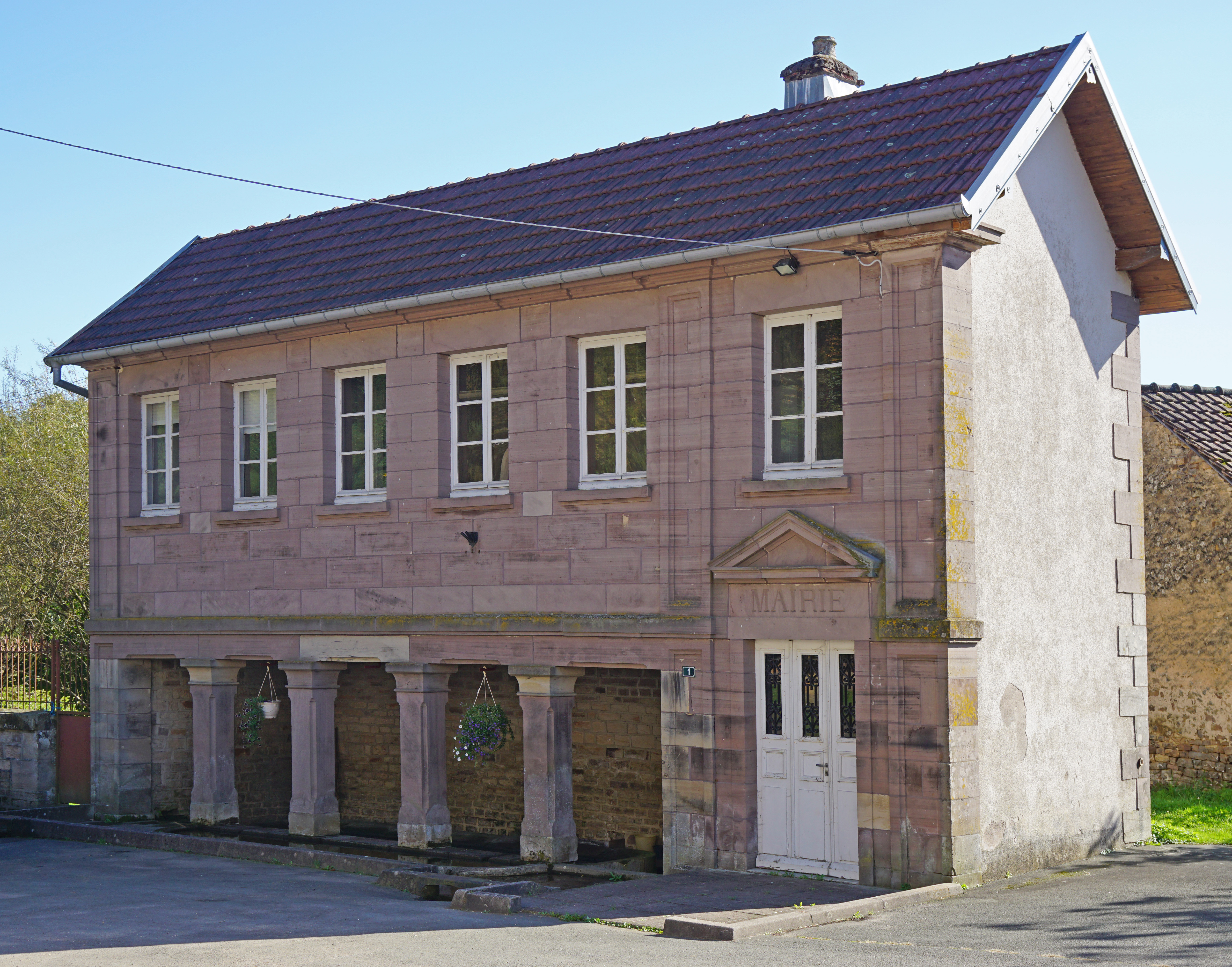
Altes Rathaus mit Lavoir

## Bevölkerung
Mit 141 Einwohnern (1. Januar 2022) gehört Belmont zu den kleinen Gemeinden des Départements Haute-Saône. Nachdem die Einwohnerzahl in der ersten Hälfte des 20. Jahrhunderts deutlich abgenommen hatte (1881 wurden noch 313 Personen gezählt), wurden seit Mitte der 1970er Jahre nur noch geringe Schwankungen verzeichnet.
| Jahr                       | 1962 | 1968 | 1975 | 1982 | 1990 | 1999 | 2006 | 2019 |
| -------------------------- | ---- | ---- | ---- | ---- | ---- | ---- | ---- | ---- |
| Einwohner                  | 179  | 166  | 118  | 117  | 123  | 112  | 109  | 142  |
| Quellen: Cassini und INSEE |      |      |      |      |      |      |      |      |

## Sehenswürdigkeiten
Die Dorfkirche Mariä Himmelfahrt (Église de l'Assomption) wurde im 19. Jahrhundert erbaut. Sie beherbergt ein Kruzifix und ein Gemälde des heiligen Nikolaus (18. Jahrhundert) sowie Fresken im Chorraum aus dem 19. Jahrhundert. Ihr Glockenturm mit seiner konvexen Kuppel (frz. dôme à l’impériale) ist typisch für Kirchtürme der Franche-Comté.
Das Mairie-Lavoir, ein Waschhaus, das ins Gebäude der Gemeindeverwaltung eingelassen ist, wurde um 1840 errichtet. Das inzwischen funktionslose Gebäude ist seit 2005 als Monument historique eingeschrieben.

## Wirtschaft und Infrastruktur
Belmont ist noch heute ein vorwiegend durch die Landwirtschaft (Ackerbau, Obstbau und Viehzucht), die Forstwirtschaft und die Fischzucht geprägtes Dorf. Außerhalb des primären Sektors gibt es nur wenige Arbeitsplätze im Ort. Einige Erwerbstätige sind deshalb Wegpendler, die in den größeren Ortschaften der Umgebung ihrer Arbeit nachgehen.
Die Ortschaft liegt abseits der größeren Durchgangsachsen an einer Departementsstraße, die von Froideconche nach Écromagny führt. Weitere Straßenverbindungen bestehen mit Les Fessey, Magnivray, Rignovelle und Lantenot.